# Greenville (Texas)
Greenville város az USA Texas államában, Hunt megyében, melynek megyeszékhelye is. Lakosainak száma 28 164 fő (2020. április 1.).

## Népesség
A település népességének változása:
| Lakosok száma | 4330 | 25 557 | 28 164 |
|               | 1890 | 2010   | 2020   |